# Szkłów
Szkłów (łac. Sclovia, biał. Шклоў, łacinka białoruska: Škłoŭ, ros. Шклов; jid. שקלאָוו, Szklow) – miasto na Białorusi, w obwodzie mohylewskim, przy ujściu rzeki Szkłówki do Dniepru. Jest stolicą rejonu szkłowskiego. 16,4 tys. mieszkańców (2010).

## Historia
Miasto magnackie położone było w końcu XVIII wieku w hrabstwie szkłowskim w powiecie orszańskim województwa witebskiego. Wzmiankowany po raz pierwszy w 1535 roku. Do 1542 własność Gasztołdów, po których wymarciu przeszła we władanie króla Zygmunta Augusta. 
Przed 1561 roku podarowana za zasługi Janowi Hieronimowi Chodkiewiczowi. Prawa miejskie przed 1577 rokiem. Poprzez małżeństwo Anny Eufrozyny Sieniawskiej z chorążym wielkim koronnym Prokopem Sieniawskim miasto i dobra przeszły w 1629 roku na Sieniawskich. Dnia 12 sierpnia 1654 miała tu miejsce bitwa pomiędzy 3,5 tys. oddziałem litewskim pod dowództwem Janusza Radziwiłła z 20 tys. armią moskiewską Jakowa Czerkaskiego. 
Od 1731 roku własność Czartoryskich. W 1769 całkowicie zniszczony przez pożar, co spowodowało, że w latach 1770–1772 wzniesiono Nowy Szkłów, który stał się dużym centrum handlowym. Od 1772 w zaborze rosyjskim, wykupiony przez carycę Katarzynę II i nadany ks. Potiomkinowi, a w 1778 gen. Zoriczowi. Od 1773 siedziba powiatu. 
W XIX wieku było skupiskiem ludności żydowskiej, dla której było to ważne centrum religijne. 
Od 1919 roku w granicach ZSRR w Białoruskiej SSR. W latach 1941–1944 pod okupacją niemiecką, w trakcie której Niemcy wymordowali około 3200 Żydów. 
Od 1991 roku w Republice Białorusi. Do 1994 roku koło Szkłowa pracował Aleksandr Łukaszenka jako dyrektor sowchozu „Haradziec”.
W Szkłowie funkcjonowały w przeszłości dwa klasztory prawosławne: męski monaster Zmartwychwstania Pańskiego oraz żeński Zaśnięcia Matki Bożej. Obydwa zostały ufundowane przez rodzinę Sieniawskich w 1702. Wspólnota męska istniała do 1847, zaś żeńska do 1795 – jej cerkiew została przekształcona w parafialną.

## Zabytki
- ratusz z XVIII wieku
- cerkiew Przemienienia Pańskiego z 1905 roku
- Kościół parafialny z około 1900 roku
- miejsce po zamku, ok. 2,5 km od dworca kolejowego, brak śladów budowli
- Zespół dworski dawnego majątku Zabrammne (teraz w granicach miasta). Drewniany, parterowy, modernistyczny. Wewnątrz zachowały się oryginalne kaflowe piece. Obok dworu dwie oficyny (dawna kuchnia i dom gościnny). We dworze znajduje się biblioteka.
- Park regularno-krajobrazowy o pow. ok. 20 ha otaczający dwór, założony w k. XVIII w., obecnie część parku to miejski park kultury i wypoczynku ze stadionem.
- dwór Kriwoszejna (1902–03).
- synagoga

## Galeria

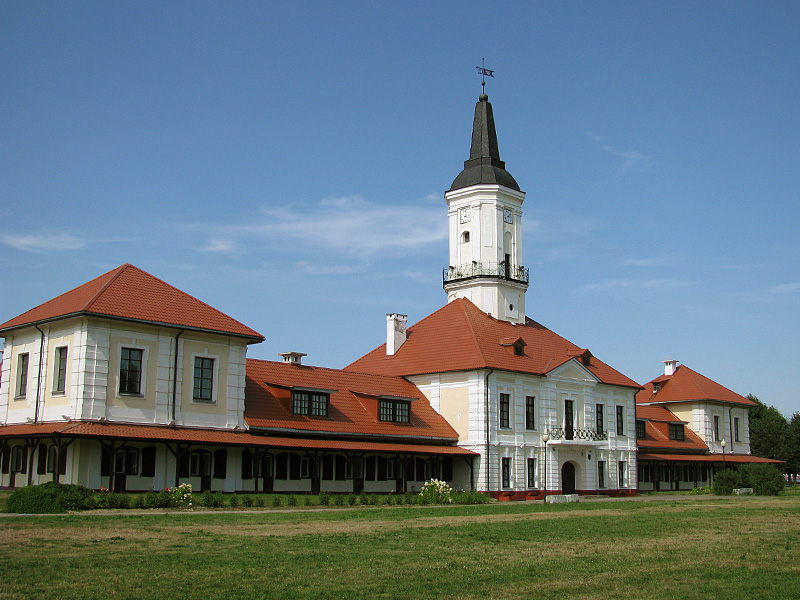
Ratusz miejski
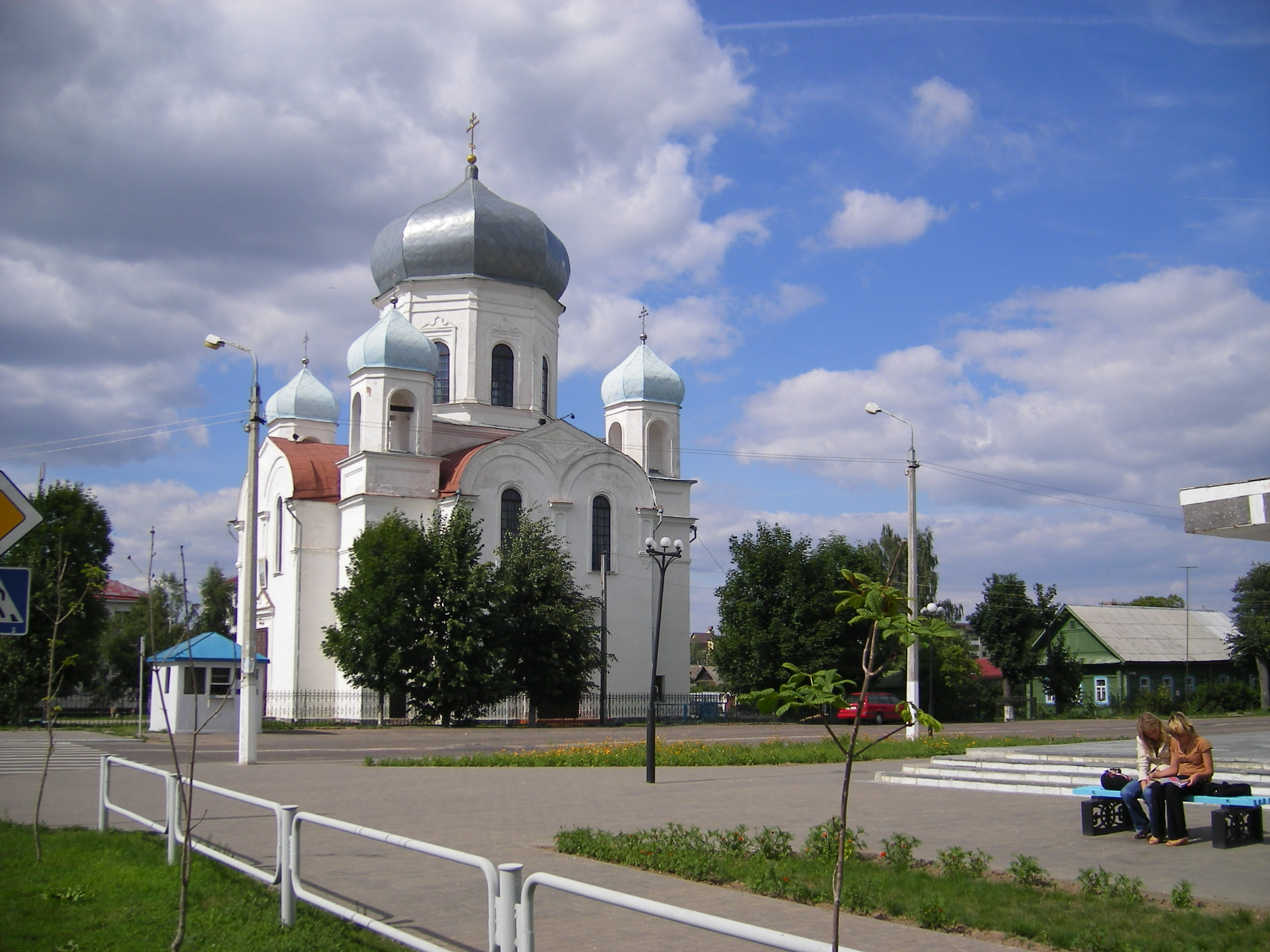
Cerkiew Przemienienia Pańskiego
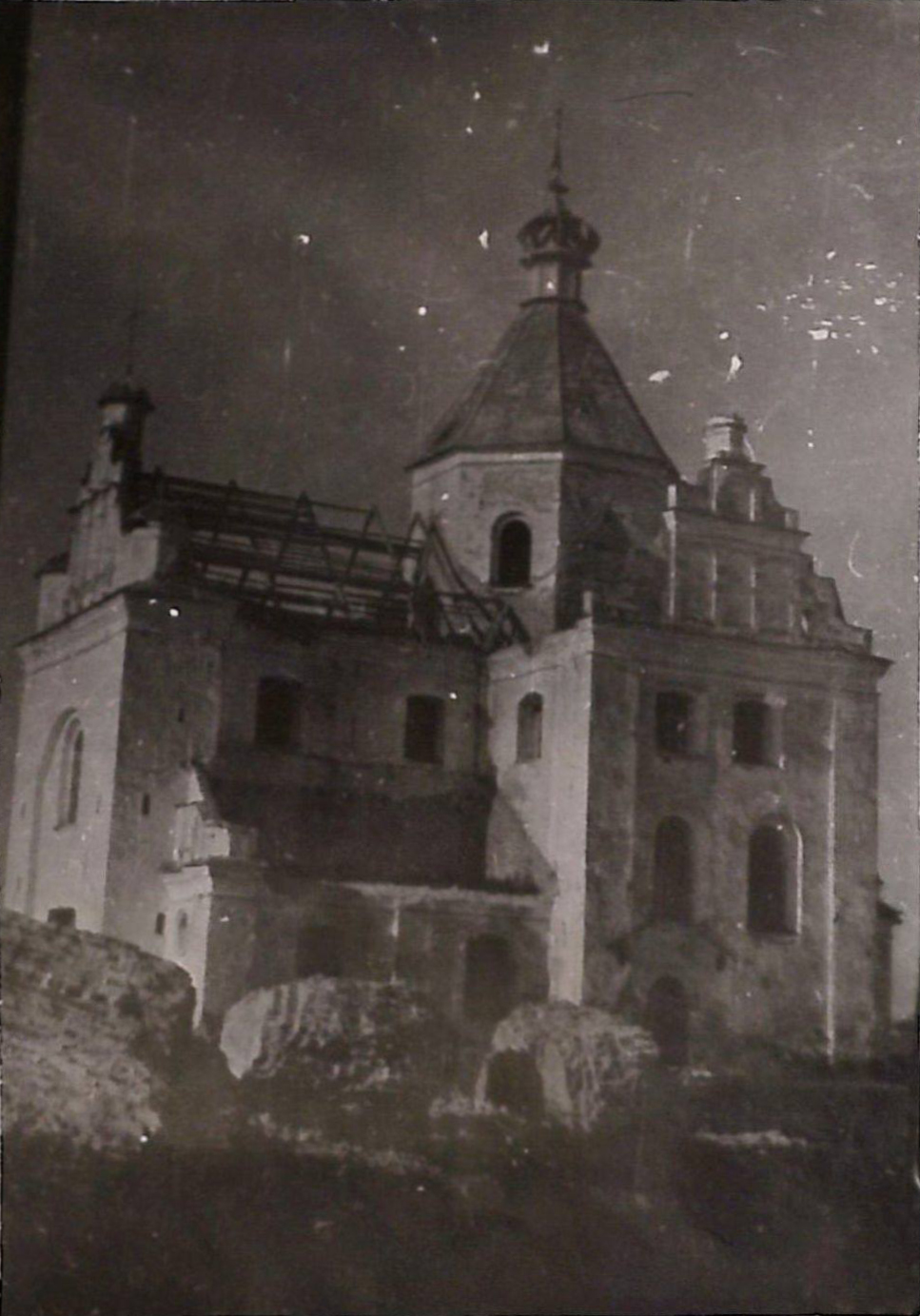
Cerkiew Zamkowa pw. Zmartwychwstania Pańskiego
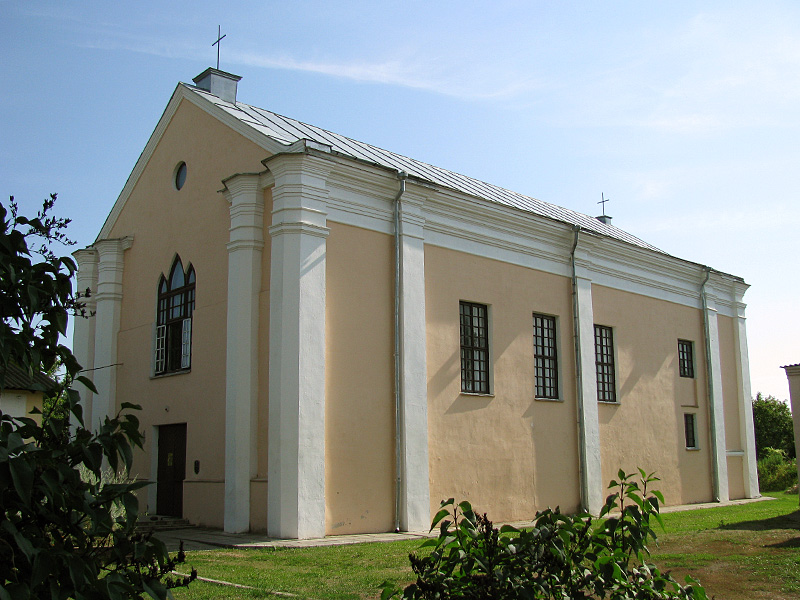
Kościół katolicki Świętych Piotra i Pawła
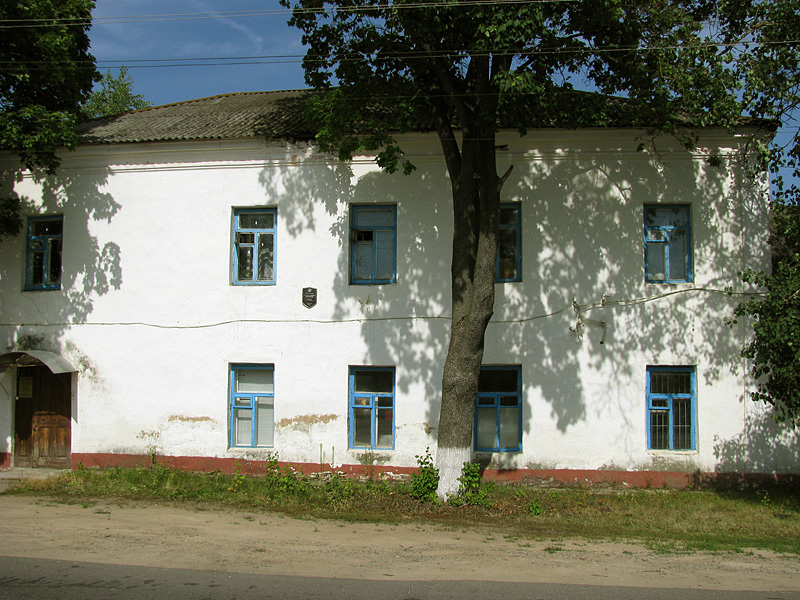
Synagoga
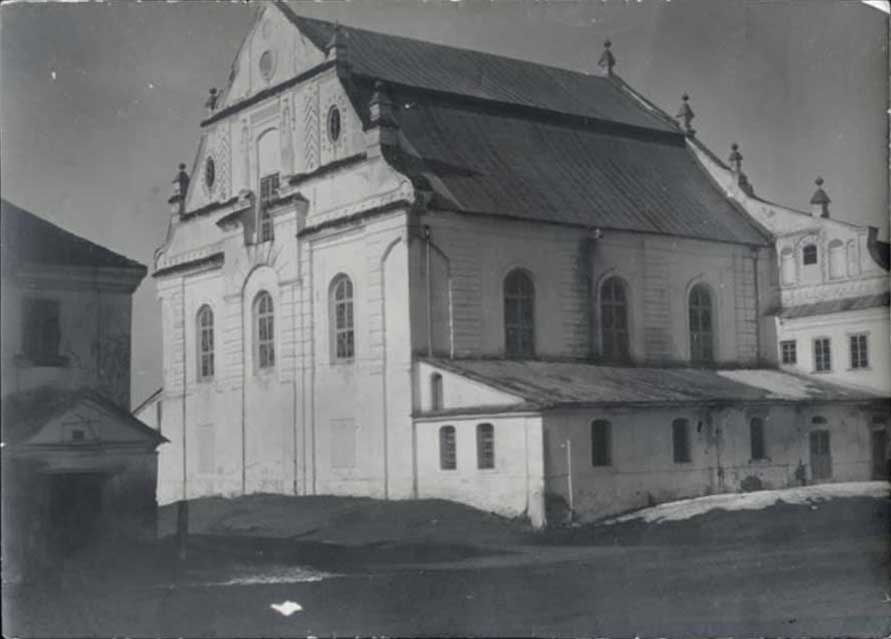
Synagoga
Szkłów w XVIII wieku.
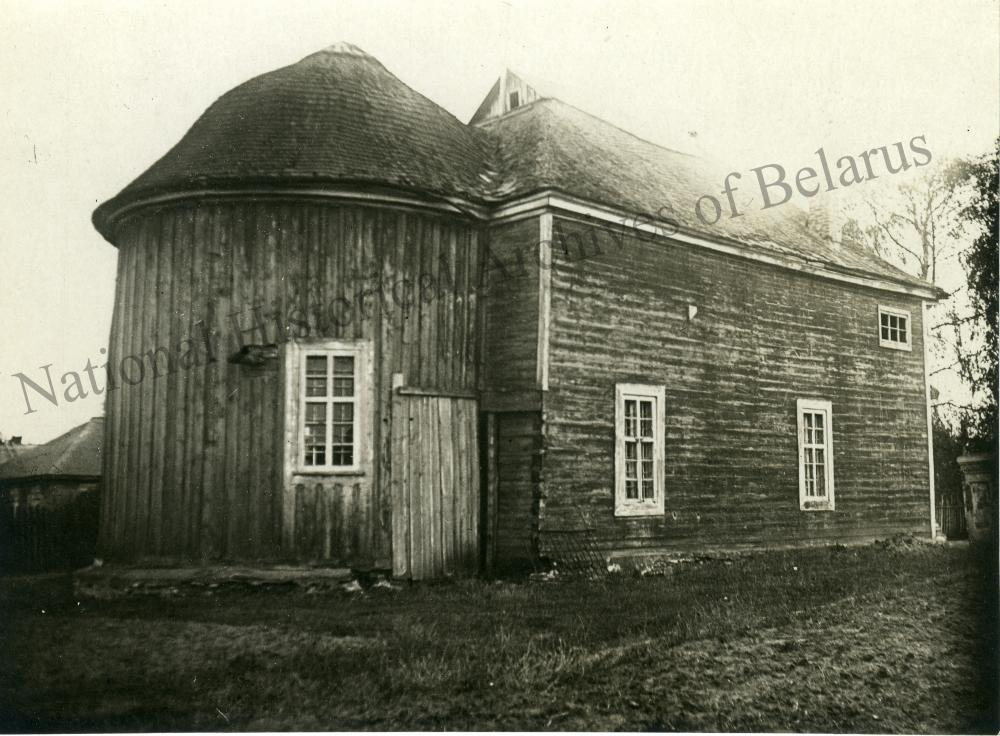
Cerkiew Św. Trójcy